# كويتشي تاناكا
كويشي تاناكا (田中耕一) هو كيميائي ياباني ولد في 3 أوت 1959 في توياما. في سنة 1983 تحصل على بكالوريوس في الهندسة من جامعة توهوكو.
تحصل في سنة 2002 على جائزة نوبل في الكيمياء مع جون فين وكورت فوتريخ.

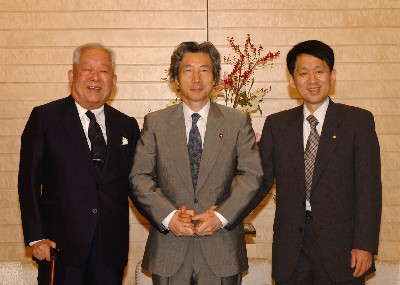
مع Masatoshi Koshiba و Jun'ichirō Koizumi (في المقر الرسمي لرئيس الوزراء في 11 أكتوبر 2002)

أصبح حينها أول شخص والوحيد إلى حد الآن الذي تحصل على جائزة نوبل ولم يقم بدراسات بعد مرحلة البكالوريوس.

## روابط خارجية
- كويتشي تاناكا على موقع الموسوعة البريطانية (الإنجليزية)
- كويتشي تاناكا على موقع مونزينجر (الألمانية)
- كويتشي تاناكا على موقع إن إن دي بي (الإنجليزية)